# Pliješevina
Pliješevina este un sat din comuna Pljevlja, Muntenegru. Conform datelor de la recensământul din 2003, localitatea are 76 de locuitori (la recensământul din 1991 erau 101 locuitori).

## Demografie
În satul Pliješevina locuiesc 69 de persoane adulte, iar vârsta medie a populației este de 48,3 de ani (46,7 la bărbați și 50,2 la femei). În localitate sunt 26 de gospodării, iar numărul mediu de membri în gospodărie este de 2,92.
Această localitate este populată majoritar de sârbi (conform recensământului din 2003).
|  |

| Demografie | Demografie | Demografie |
| An         | Locuitori  | Locuitori  |
| ---------- | ---------- | ---------- |
|            |            |            |
|            |            |            |
|            |            |            |
|            |            |            |
| 1948       | 214        |            |
| 1953       | 238        |            |
| 1961       | 190        |            |
| 1971       | 179        |            |
| 1981       | 156        |            |
| 1991       | 101        | 99         |
| 2003       | 76         | 76         |

| \| Componența etnică conform recensământului din 2003[2] \| Componența etnică conform recensământului din 2003[2] \| Componența etnică conform recensământului din 2003[2] \| Componența etnică conform recensământului din 2003[2] \| Componența etnică conform recensământului din 2003[2] \| \| ----------------------------------------------------- \| ----------------------------------------------------- \| ----------------------------------------------------- \| ----------------------------------------------------- \| ----------------------------------------------------- \| \| \| \| \| \| \| \| Sârbi \| Sârbi \| \| 51 \| 67,1% \| \| Muntenegreni \| Muntenegreni \| \| 24 \| 31,57% \| \| necunoscută \| necunoscută \| \| 0 \| 0% \| |              |  |    |        |
| Componența etnică conform recensământului din 2003 |              |  |    |        |
| |              |  |    |        |
| Sârbi | Sârbi        |  | 51 | 67,1%  |
| Muntenegreni | Muntenegreni |  | 24 | 31,57% |
| necunoscută | necunoscută  |  | 0  | 0%     |